# Municipio de Liberty (condado de Saline, Misuri)
El municipio de Liberty (en inglés: Liberty Township) es un municipio ubicado en el condado de Saline en el estado estadounidense de Misuri. En el año 2010 tenía una población de 601 habitantes y una densidad poblacional de 4,22 personas por km².

## Geografía
El municipio de Liberty se encuentra ubicado en las coordenadas 38°59′50″N 93°17′33″O / 38.99722, -93.29250. Según la Oficina del Censo de los Estados Unidos, el municipio tiene una superficie total de 142.52 km², de la cual 141,88 km² corresponden a tierra firme y (0,45 %) 0,63 km² es agua.

## Demografía
Según el censo de 2010, había 601 personas residiendo en el municipio de Liberty. La densidad de población era de 4,22 hab./km². De los 601 habitantes, el municipio de Liberty estaba compuesto por el 99,17 % blancos, el 0,33 % eran afroamericanos, el 0,17 % eran asiáticos, el 0,17 % eran de otras razas y el 0,17 % eran de una mezcla de razas. Del total de la población el 1 % eran hispanos o latinos de cualquier raza.